# NGC 6846
NGC 6846 este o galaxie situată în constelația Lebăda. A fost descoperită în 17 august 1873 de către Édouard Stephan⁠(d).